# Жуковський Олександр Васильович
Олександр Васильович Жуковський (14 вересня 1890, Санкт-Петербург — 18 листопада 1957) — професор, доктор біологічних наук.

## Біографія

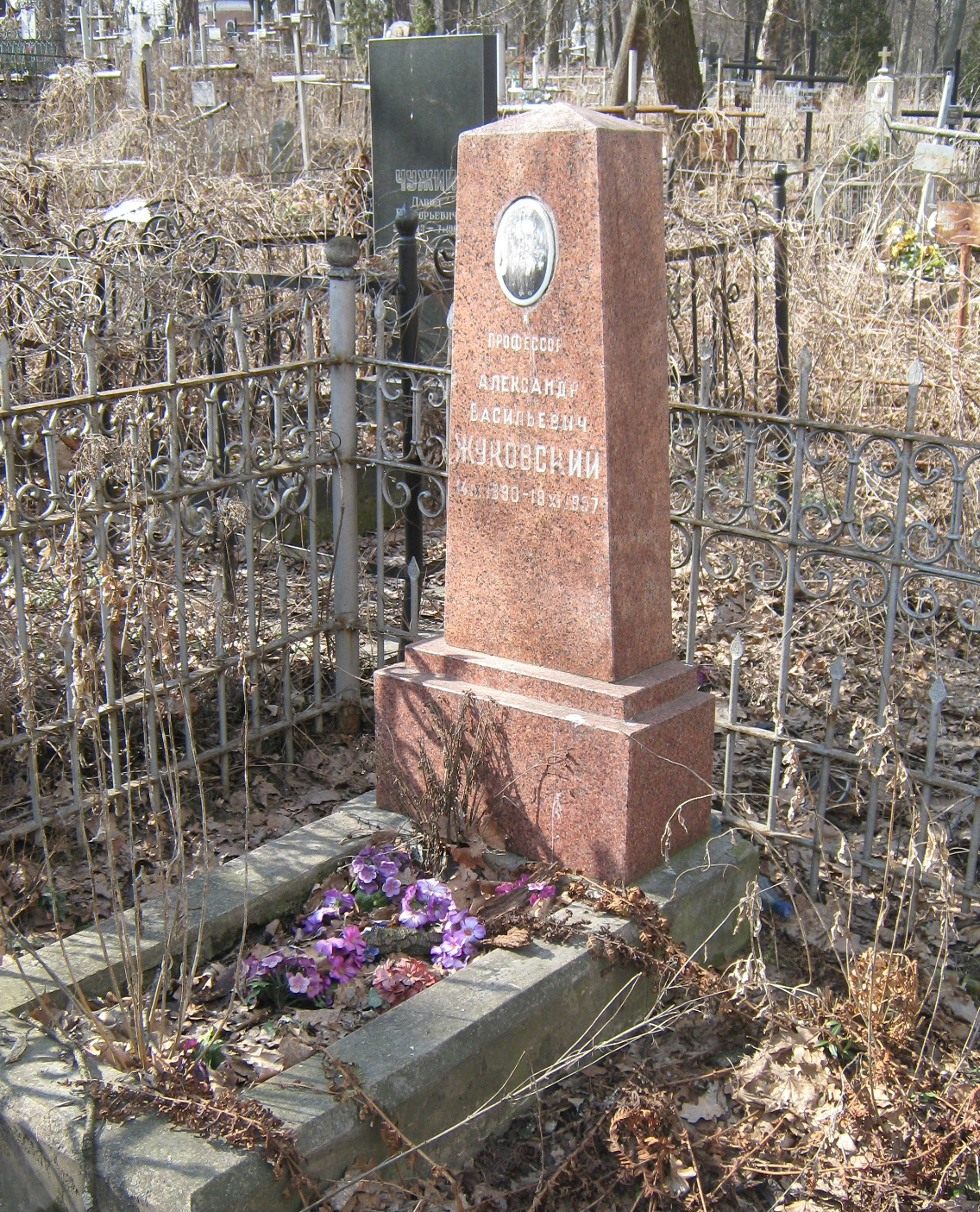
Могила Олександра Жуковського

Народився 14 вересня 1890 року у Санкт-Петербурзі. З 1953 року в Києві.
Брав участь в експедиціях на Південному Кавказі й Північному морі.
Автор 100 наукових праць.
Нагороджений орденом Леніна, медаллю.
Помер 18 листопада 1957 року. Похований в Києві на Лук'янівському цвинтарі (ділянка № 7, ряд 15, місце 12).